# Sophrone de Jérusalem
 (janvier 2025).
Si vous disposez d'ouvrages ou d'articles de référence ou si vous connaissez des sites web de qualité traitant du thème abordé ici, merci de compléter l'article en donnant les références utiles à sa vérifiabilité et en les liant à la section « Notes et références ».
Sophrone de Jérusalem (ou en grec Σωφρόνιος / Sophronios), dit Sophrone le Sophiste, né à Damas vers 560, fut patriarche de Jérusalem de 634 jusqu'à sa mort le 11 mars 638 à Jérusalem (ou éventuellement 639 à Alexandrie, les historiens sont partagés). Avant d'être consacré patriarche, il était un moine et un théologien, ardent défenseur de l'orthodoxie telle qu'elle avait été définie au concile de Chalcédoine lors de la controverse dogmatique sur la nature essentielle de Jésus et de ses actes délibérés. Peu de temps avant sa mort, il avait obtenu du calife Omar qu'il rentre dans la cité sainte en pèlerin et non en conquérant.
Sophrone a laissé de nombreux textes liturgiques, des homélies des textes théologiques, hagiographiques et poétiques.
Il est fêté le 11 mars chez les catholiques, comme chez les orthodoxes.

## Biographie
Doué de talents poétiques, Sophrone fait de brillantes études et devient sophiste (professeur de rhétorique).
Il accomplit le pèlerinage en Terre sainte dans le but de vénérer les Lieux saints et de s'entretenir avec des ascètes vivant dans les monastères et dans les déserts. Il se rend en Judée dans le monastère de saint Théodose où il rencontre son père spirituel et aîné Jean Moschus, un moine syrien comme lui, qui lui dédicace le Pré spirituel (en grec : Leimõn ho Leimõnon). Ils seront amis une quarantaine d'années. Ensemble, ils s'opposent à la doctrine du monothélisme défendue par l’empereur Héraclius, et prennent le parti des apôtres de Chalcédoine. Sophrone écrit une anthologie des écrits des Pères du Désert, aujourd'hui disparue.
En 578, les deux hommes se rendent à Alexandrie pour y compléter leur formation philosophique et pour y rencontrer de saints ascètes. Ils visitent de nombreux monastères, et, entre 578 et 584, arrivent en Égypte. Sophrone devient le disciple d'Étienne d'Alexandrie et l’ami de Théodore le Philosophe. Sophrone, alors touché par une maladie des yeux, est guéri par l'intercession des saints anargyres, Cyr et Jean (fêtés le 31 janvier).
Un des pieux vieillards rencontrés en Égypte leur dit un jour : « Fuyez, mes enfants, parce que le temps approche ! Habitez dans une cellule, où vous voudrez, vivez dans la sobriété et dans l’hésychia, en priant sans cesse ; et j'ai l'espoir que Dieu vous enverra sa connaissance pour illuminer vos esprits… » Sophrone décide alors de renoncer au monde, il rentre et prend l'habit monastique au monastère de saint Théodose. Au même moment, Jean Moschus visite les monastères du Sinaï, de Cilicie et de Syrie.
Plus tard, accompagné de son ami chroniqueur, Sophrone voyage à travers l’Asie Mineure, l’Égypte et l’Afrique du Nord, cherchant à convertir les différentes communautés monophysites qui y vivent. Il se rend également en pèlerinage à Rome en 620, où son compagnon Moschus meurt. À cette époque, Sophrone craignant que le pape Honorius ne soit tenté de prendre une position neutre et dangereuse pour la doctrine catholique, il lui envoie Étienne de Dora. Au même moment, en 634, il succède à Modeste en qualité de nouveau patriarche de Jérusalem, quelques années après les destructions et les massacres perpétrés par les Perses.
En 636, témoin de la prise de Jérusalem par les troupes du calife Omar en 637, il tient un rôle important dans l’établissement du traité de paix avec les vainqueurs notamment en négociant un statut de dhimmi pour les populations chrétiennes. Il réussit  aussi à réduire le nombre de familles juives autorisées par le calife Omar à revenir vivre  à Jérusalem et dont elles étaient interdites depuis 135 ans.  
Selon une autre version, il serait mort à Alexandrie.

## Œuvres
Sophrone a laissé de nombreux textes liturgiques, des homélies, des textes théologiques, hagiographiques (notamment la vie de sainte Marie l'Égyptienne) et poétiques. Dans les Poèmes anacréontiques, notamment les no 19 et 20, il traduit les sentiments que lui inspire Jérusalem lors de l’un de ses nombreux périples. À travers ses poésies, on peut suivre en filigrane les circuits des lieux les plus sacrés de Jérusalem à la fin du VIe siècle, âge d’or de la chrétienté en Terre sainte.
Son œuvre est surtout hagiographique et homilétique (de rhétorique religieuse et de prédication). Elle compte aussi 23 Odes anacréontiques sur des fêtes liturgiques ; 5 Épigrammes (dont certaines sont mises en doute) ; des textes liturgiques, comme la bénédiction de l'eau lors de la fête de l'Épiphanie ; un Enkomion ou Éloge des saints Kyros et Jean et une biographie de son ami Eleemon.

## Prières
Tropaire des Heures du Vendredi saint :
- « Ô mon peuple, que t'ai-je fait ou en quoi t'ai-je contristé ? J'ai rendu la lumière aux aveugles, j'ai purifié les lépreux, j'ai relevé l'homme qui était sur sa couche. Ô mon peuple, en quoi t'ai-je attristé et que m'as-tu accordé en retour ? Pour la manne, tu m’as donné du fiel, pour l'eau, du vinaigre. Pour mon amour, tu m'as cloué à la Croix ».

Prière à saint-Michel archange « Ô Saint Michel, Prince trois fois Saint de la milice sacrée » :
- « Ô Saint Michel, Prince trois fois Saint de la milice sacrée, chargé par Dieu d'organiser et conduire les phalanges angéliques, très digne de tout culte, de toute louange et de tout éloge : éclairez mes sens intérieurs, fortifiez mon pauvre cœur agité par les tempêtes de cette vie, élevez vers les hauteurs de la céleste Sagesse mon esprit, incliné vers les choses de la terre ; affermissez mes pas chancelants et ne permettez pas que j'abandonne le sentier qui conduit aux Cieux ; guérissez les plaies de mon âme ; faites disparaître la trace de toutes les souffrances qu'engendrent en moi mes misères et mes malheurs. Ainsi soit-il. »